# Coma del Port (Benés)
La Coma del Port és una coma pertanyent a l'antic terme de Benés, de l'Alta Ribagorça, unit actualment al municipi de Sarroca de Bellera, del Pallars Jussà. Està situada a la vall alta del riuet del Port d'Erta, a l'extrem nord-oest del terme municipal. La coma està tancada al nord-oest per la carena de la Pica Cerví de Durro (nord) i del Cap dels Vedats d'Erta, al nord-est pel Port d'Erta, i al sud-est per la Pica de Cerví.